# Thommo Reachea IV
Thommo Reachea IV (Ang Em; Nặc Ông Yếm 匿螉厭) (1706-1747) là vua Chân Lạp trong giai đoạn ngắn của năm 1747. Tên vương triều là Sri Dharmaraja IV.

## Tiểu sử
Thommo Reachea IV là con trai cả của Thommo Reachea III (Ang Tham). Ông trở thành vua ở tuổi 42 sau khi vua cha qua đời. Nhưng ngay trong năm mới lên ngôi, ông bị ám sát bởi người em trai, hoàng tử Ang Hing (Ông Hiên), người muốn cướp ngai vàng.
Bá quan trong triều và các vị chức sắc tôn giáo đã ghê tởm trước hành động giết vua anh này, và đã lựa chọn hoàng tử Ang Tong làm vua (Ang Tong là con trai của Outey I).